# 3-ヒドロキシプロピオン酸デヒドロゲナーゼ (NADP+)
3-ヒドロキシプロピオン酸デヒドロゲナーゼ (NADP+)（3-hydroxypropionate dehydrogenase (NADP+)）は、原核生物の炭素固定に関連し、次の化学反応を触媒する酵素である。
3-ヒドロキシプロピオン酸 + NADP+ {\displaystyle \rightleftharpoons } マロン酸セミアルデヒド + NADPH + H+
この酵素の基質は3-ヒドロキシプロピオン酸とNADP+で、生成物はマロン酸セミアルデヒド、NADPHとH+である。
この酵素は酸化還元酵素に属し、NAD+またはNADP+を受容体として供与体であるCH-OH基に特異的に作用する。組織名は3-hydroxypropionate:NADP+ oxidoreductaseである。